# Curtis Jerrells
Curtis Louis Jerrells (Austin, Texas; 5 de febrero de 1987) es un jugador de baloncesto estadounidense que forma parte de la plantilla del Zamalek Sporting Club de la Primera División de baloncesto de Egipto. Con 1,85 metros de altura, juega en la posición de base.

## Trayectoria deportiva

### Universidad
En la NCAA jugó en la universidad de Baylor donde lideró en partidos jugados, victorias, minutos jugados, además de ser tercero en puntos y segundo en asistencias. Promedió 15,3 puntos, 4,1 rebotes y 4,1 asistencias por partido.

### Profesional
Jerrells firmó en 2009 un contrato con San Antonio Spurs, pero fue asignado a los Austin Toros de la Liga de Desarrollo de la NBA, donde realizó una excelente temporada (llegó a formar parte del mejor quinteto de la liga), lo que le valió para dar el salto a Europa y recalar en el Partizán en 2010.
Jerrells debutó en Europa la temporada 2009-2010, en el Partizan, tras un breve periplo de trece partidos por la NBA (diez en San Antonio y tres en Nueva Orleans). El escolta promedió 12,4 puntos y 2,2 asistencias por partido en la liga Serbia, mientras que sus números en Euroliga fueron de 9,7 puntos y 3,8 asistencias.
En verano de 2011 fichó por el Fenerbahçe Ulker, donde ha jugado 14 partidos de la máxima competición continental, con unas medias de 8,6 puntos, 2 rebotes y 1,7 asistencias en 21 minutos por encuentro.
A finales de febrero de 2012 se confirmó su fichaje por el UCAM Murcia de la liga ACB, para ocupar la vacante que había dejado el ala pívot Rob Kurz, dónde tan solo intervino en dos partidos.
El 11 de marzo de 2012 Curtis resultó lesionado durante el partido que su equipo perdió por 69-62 en la pista del Blusens Monbus y está dos meses en el dique seco debido a una fractura en la base del quinto metarsiano del pie izquierdo que motivó su baja y sería sustituido por Quincy Douby.
En 2012 fichó por el Beşiktaş turco, donde promedió 14,2 puntos y 2,9 asistencias por partido en la Euroliga. Tras regresar a su país para jugar en los Maine Red Claws de la NBA D-League, en agosto de 2013 fichó por el Olimpia Milano de la liga italiana.
En enero de 2021, firma por el Anwil Wloclawek de la Polska Liga Koszykówki.
En mayo de 2021, firma por el Reyer Venezia Mestre de la Lega Basket Serie A italiana.
El 20 de agosto de 2021, firma por el Zamalek Sporting Club de la Primera División de baloncesto de Egipto.